# John Gordon Jameson
John Gordon Jameson (* 13. April 1878; † 26. Februar 1955) war ein schottischer Politiker und Major.

## Leben
Jameson wurde 1878 als Sohn von Andrew Jameson, Lord Ardwall geboren. Er studierte Rechtswissenschaften und erhielt 1903 seine Zulassung. 1919 wurde er in das Lincoln’s Inn aufgenommen. Des Weiteren verfolgte Jameson eine militärische Karriere und diente in der Yeomanry im Range eines Majors. Er war im Zweiten Burenkrieg sowie im Ersten Weltkrieg eingesetzt. Jameson verstarb 1955.

## Politischer Werdegang
Nach dem Ableben von James Gibson, 1. Baronet, der seit 1909 das Mandat des Wahlkreises Edinburgh East hielt, im Jahre 1912, wurden in diesem Wahlkreis Nachwahlen angesetzt. Zu diesen kandidierte Jameson formal für die Liberalen Unionisten, deren Fusion mit den Konservativen zur Unionist Party zu diesem Zeitpunkt bereits beschlossen war und kurz bevorstand. Jameson unterlag jedoch dem liberalen Kontrahenten James Hogge. Bei den Unterhauswahlen 1918 bewarb sich Jameson um das Mandat des Wahlkreises Edinburgh West. Mit einem Stimmenanteil von 50,9 % setzte er sich gegen seine Kontrahenten, den Liberalen Edward Parrott sowie den Labour-Kandidaten John Young, durch und zog in der Folge erstmals in das britische Unterhaus ein. Bei den folgenden Unterhauswahlen 1922 unterlag Jameson dann dem Liberalen Kandidaten Vivian Phillipps und er schied aus dem House of Commons aus.